# Braziliaanse presidentsverkiezingen 2006
De Braziliaanse presidentsverkiezingen in 2006 hadden plaats in twee rondes op 1 oktober en 29 oktober. Tijdens de eerste ronde waren er ook verkiezingen voor verschillende andere overheidsorganen. In de tweede ronde versloeg de zittende president Luiz Inácio Lula da Silva zijn uitdager Geraldo Alckmin.

## Verkiezingen
Na drie mislukte pogingen was Lula da Silva in 2002 verkozen als president. De financiële markten waren bang dat de linkse president een bedreiging zou vormen voor de fragiele economie van Brazilië. Hij nam echter en aantal onorthodoxe neoliberale maatregelen, zoals de privatisering van een aantal staatsbedrijven. Tegelijkertijd wist hij de armoede in zijn land voor een groot deel met succes te bestrijden. Sommige linke politici zagen dit als verraad, maar bij de presidentsverkiezingen steunde het overgrote deel van zijn achterban hem.
De oppositie onder leiding van Geraldo Alckmin, kandidaat namens de Braziliaanse Sociaaldemocratische Partij, probeerde vooral in te zetten op het Mensalão-schandaal. Dit was een schandaal waarbij Lula’s partij, de Arbeiderspartij, verschillende parlementsleden had omgekocht om voor bepaalde wetgeving te stemmen. Deze insteek was echter niet genoeg om Lula da Silva te verslaan.
Lula da Silva wist in de eerste ronde geen absolute meerderheid te behalen. Daarom was een tweede ronde nodig tegen Geraldo Alckmin. Lula da Silva versloeg hem toen met zestig tegen veertig procent van de stemmen.

## Uitslag
| Kandidaat                                                                | Partij                 | Partij                                   | 1e ronde    | 1e ronde   | 2e ronde      | 2e ronde      | Gekozen President                                |
| Kandidaat                                                                | Partij                 | Partij                                   | Stemmen     | Percentage | Stemmen       | Percentage    | Gekozen President                                |
| ------------------------------------------------------------------------ | ---------------------- | ---------------------------------------- | ----------- | ---------- | ------------- | ------------- | ------------------------------------------------ |
| Luiz Inácio Lula da Silva                                                | PT                     | Arbeiderspartij                          | 46.662.365  | 48,61      | 58.295.042    | 60,83         | Luiz Inácio Lula da Silva (2007), Agência Brasil |
| Geraldo Alckmin                                                          | PSDB                   | Braziliaanse Sociaaldemocratische Partij | 39.968.369  | 41,64      | 37.543.178    | 39,17         | Luiz Inácio Lula da Silva (2007), Agência Brasil |
| Heloísa Helena                                                           | PSOL                   | Socialistische en Vrijheidspartij        | 6.575.393   | 6,85       | Geen deelname | Geen deelname | Luiz Inácio Lula da Silva (2007), Agência Brasil |
| Cristovam Buarque                                                        | PDT                    | Democratische Arbeiderspartij            | 2.538.844   | 2,64       | Geen deelname | Geen deelname | Luiz Inácio Lula da Silva (2007), Agência Brasil |
| Ana Maria Rangel                                                         | PRP                    | Republikeinse Progressieve Partij        | 126.404     | 0,13       | Geen deelname | Geen deelname | Luiz Inácio Lula da Silva (2007), Agência Brasil |
| José Maria Eymael                                                        | PSDC                   | Christelijk Sociaaldemocratische Partij  | 63.294      | 0,07       | Geen deelname | Geen deelname | Luiz Inácio Lula da Silva (2007), Agência Brasil |
| Luciano Bivar                                                            | PSL                    | Sociaal-Liberale Partij                  | 62.064      | 0,06       | Geen deelname | Geen deelname | Luiz Inácio Lula da Silva (2007), Agência Brasil |
| Totaal geldige stemmen                                                   | Totaal geldige stemmen | Totaal geldige stemmen                   | 95.996.733  | 91,58      | 95.838.220    | 93,96         | Luiz Inácio Lula da Silva (2007), Agência Brasil |
| Blancostemmen                                                            | Blancostemmen          | Blancostemmen                            | 2.866.205   | 2,73       | 5.957.521     | 5,68          | Luiz Inácio Lula da Silva (2007), Agência Brasil |
| Ongeldige stemmen                                                        | Ongeldige stemmen      | Ongeldige stemmen                        | 1.351.448   | 1,33       | 4.808.553     | 4,71          | Luiz Inácio Lula da Silva (2007), Agência Brasil |
| Totaal                                                                   | Totaal                 | Totaal                                   | 104.820.459 | 100,0      | 101.998.221   | 100,0         | Luiz Inácio Lula da Silva (2007), Agência Brasil |
| Bron: (pt) Tribunal Superior Eleitoral (TSE) - Resultado da eleição 2006 |                        |                                          |             |            |               |               | Luiz Inácio Lula da Silva (2007), Agência Brasil |